# Tulloch
Tulloch (1954-1969) est un cheval de course pur-sang anglais, considéré comme l'un des plus grands champions de l'histoire des courses australiennes. 

## Carrière de courses
Né en Nouvelle-Zélande, acquis pour 750 Guinées par l'entraîneur Tommy Smith aux ventes de yearlings de Trentham en 1956 pour le compte de E.A. Haley, Tulloch débute à 2 ans par une deuxième place sur l'hippodrome de Randwick, à Sydney. Envoyé à Melbourne en novembre, le poulain alterne les victoires et les premiers accessits, et court beaucoup, beaucoup : 13 courses à 2 ans, pour 7 victoires et 6 deuxièmes places. Ses succès dans les VRC, AJC et QTC Sires Produces Stakes font de lui le meilleur 2 ans des états de Victoria, de Nouvelle-Galles du Sud et du Queensland. Le système des courses de groupe n'était pas en place à l'époque en Australie (il arrivera en 1979), mais dix des courses remportées par Tulloch sont devenues des groupe 1 depuis (dans un système australien certes très généreux lorsqu'il s'agit de distribuer ce label). 
À 3 ans, Tulloch ne s'arrête plus de gagner, et court toujours aussi souvent, enchaînant parfois des sorties tous les week-ends. Après une première confrontation couronnée de succès avec les chevaux d'âge dans les Warwick Stakes, où il bat notamment MacDougal, lauréat de la Melbourne Cup, il domine outrageusement ses contemporains, enchaînant huit victoires consécutives au printemps. Ses victoires dans les derbys des trois états Victoria, de Nouvelle-Galles du Sud et du Queensland lui permettent d'assoir une incontestable suprématie sur sa génération. Si après la trêve estivale il s'incline à deux reprises à Melbourne (battu dans les St George Stakes par Prince Darius, qu'il avait pourtant dominé plusieurs fois, et par Sailor's Guide dans les Queen Elizabeth Stakes), il reprend vite le cours de ses succès, restant invaincu à l'automne, se montrant intraitable sur des distances allant du simple au double, de 1 400 mètres à 2 800 mètres (on affiche 12 longueurs dans le St Leger de Melbourne, 20 longueurs dans celui de Sydney), et surtout à un rythme effréné, inimaginable aujourd'hui, enquillant parfois deux courses dans la même semaine. Il fait tomber aussi quelques records de vitesse. Dans les Rosehill Guineas, il explose ainsi de plus de 2 secondes le record de la piste de Rosehill, établi en 1928 par l'illustre Phar Lap. Et ne craint décidément pas ses aînés, qu'il domine facilement dans la Caulfield Cup, avec un chrono de 2'26"90, record du monde à l'époque sur 2 400 mètres, et record de l'épreuve qui tiendra 43 ans.  
Dans les Fisher Plate, Tulloch a laissé à cinq longueurs Sailor's Guide, qui allait par la suite remporter le Washington, D.C. International aux États-Unis, ce qui renseigne un peu sur son potentiel à l'échelle internationale. Sa notoriété dépasse donc rapidement les frontières, et le phénoménal poulain devient l'objet de convoitises : E.A. Haley décline des offres généreuses venues de l'étranger, mais évoque l'idée de voyager pour confronter son poulain avec les meilleurs chevaux européens et américains. Mais tout s'arrête brutalement. En avril, Tulloch tombe malade, souffre d'une mystérieuse pathologie à l'estomac et enchaîne non plus les victoires mais les pertes de poids, les infections, les rechutes. Son calvaire dure deux ans et il n'est question que de survie, plus d'une carrière de course.  
Et pourtant. Deux ans après sa dernières sorties, Tulloch reparaît sur un hippodrome, alors qu'il aurait pu, en toute logique, s'en aller goûter les joies de la reproduction. Et cette improbable résurrection prend des allures de triomphe : l'extravagant champion remporte toutes ses courses de l'arrière-saison. Il a désormais 5 ans, de nouveaux adversaires face à lui, mais rien n'y fait, et son invincibilité est d'autant plus inouï qu'il se produit parfois à trois jours d'intervalle. Au printemps, Tulloch est battu deux fois mais s'offre le Cox Plate, la meilleure course australienne. Il vise ensuite la Melbourne Cup mais, dans ce handicap où l'attribution de poids est censé égaliser les chances, on lui colle logiquement sur le dos une montagne de plomb, 64 kilos. Cette pénalité, conjuguée à une très mauvaise inspiration de son jockey Neville Sellwood qui l'a demandé son effort trop tard après avoir attendu en fin de peloton (il comptait 60 longueurs de retard après 1 200 m de course), vaut à Tulloch une affreuse septième place et le seul et unique échec de sa carrière, lui qui n'est jamais descendu du podium en 53 courses. Après cette désastreuse sortie, le phénomène retrouve sa régularité. Il gagne moins souvent, mais gagne très souvent quand même à Sydney comme à Melbourne et Brisbane, où il achève enfin sa longue carrière, après une  série de trois succès. Si les courses remportées par Tulloch étaient labellisées groupe 1 comme elles le sont aujourd'hui, il en aurait remporté une vingtaine. Colossal, comme est colossal le rating que Timeform lui a attribué rétrospectivement : 138. Autres honneurs rétrospectifs, un timbre à son effigie émis par la poste australienne en 1978 et son admission au Hall of Fame des courses néo-zélandaises (même s'il ne s'est jamais produit dans son pays natal) et celle au Hall of Fame des courses australiennes où il fait partie, avec les illustres Carbine, Bernborough, Phar Lap et Kingston Town, de la première fournée de chevaux élus lors de sa création en 2001.   

### Résumé de carrière
| Date             | Hippodrome       | Pays             | Course                          | Distance         | Jockey           | Place            | Écart            | Vainqueur ou deuxième |
| 1956-1957, 2 ans | 1956-1957, 2 ans | 1956-1957, 2 ans | 1956-1957, 2 ans                | 1956-1957, 2 ans | 1956-1957, 2 ans | 1956-1957, 2 ans | 1956-1957, 2 ans | 1956-1957, 2 ans      |
| ---------------- | ---------------- | ---------------- | ------------------------------- | ---------------- | ---------------- | ---------------- | ---------------- | --------------------- |
| 29 septembre     | Randwick         | Australie        | AJC Breeders' Plate             | 1 000 m          | G. Moore         | 2e / 15          | 1 ½              | Flying Kurana         |
| 6 octobre        | Randwick         | Australie        | AJC Canonbury Stakes            | 1 000 m          | G. Moore         | 1er / 15         | 2 ½              | Prince Darius         |
| 20 octobre       | Caulfield        | Australie        | VATC Gwyn Nursery               | 1 000 m          | A. Ward          | 1er / 20         | 2                | Good Summer           |
| 3 novembre       | Flemington       | Australie        | VRC Maribyrnong Plate           | 1 000 m          | G. Moore         | 2e / 7           | 3                | Concert Star          |
| 8 novembre       | Flemington       | Australie        | VRC Byron Moore Stakes          | 1 000 m          | A. Ward          | 1er / 6          | tête             | Bomba                 |
| 16 février       | Rosehill         | Australie        | STC Two Year Old Hcp            | 1 200 m          | W. Dinham        | 2e / 15          | 1 ¼              | Diamond Vista         |
| 2 mars           | Caulfield        | Australie        | VATC Merson Cooper Stakes       | 1 200 m          | A. Ward          | 2e / 11          | 2 ½              | Cherete               |
| 9 mars           | Flemington       | Australie        | VRC Sires Produce Stakes        | 1 400 m          | A. Ward          | 1er / 6          | 1/2              | Ace High              |
| 13 mars          | Flemington       | Australie        | VRC Ascot Vale Stakes           | 1 200 m          | A. Ward          | 2e / 5           | 2                | Ace High              |
| 13 avril         | Warwick Farm     | Australie        | AJC Fairfield Hcp               | 1 200 m          | G. Moore         | 1er / 14         | 1 ½              | Prince Darius         |
| 20 avril         | Randwick         | Australie        | AJC Sires Produce Stakes        | 1 400 m          | G. Moore         | 1er / 3          | 2                | Todman                |
| 25 avril         | Randwick         | Australie        | AJC Champagne Stakes            | 1 200 m          | G. Moore         | 2e / 4           | 6                | Todman                |
| 17 juin          | Eagle Farm       | Australie        | QTC Sires Produce Stakes        | 1 400 m          | G. Moore         | 1er / 8          | 6                | Civil Jury            |
| 1957-1958, 3 ans |                  |                  |                                 |                  |                  |                  |                  |                       |
| 31 août          | Warwick Farm     | Australie        | AJC Warwick Stakes              | 1 400 m          | F. Lehmann       | 1er / 15         | encolure         | Prince Jambo          |
| 21 septembre     | Rosehill         | Australie        | STC Rosehill Guineas            | 2 000 m          | G. Moore         | 1er / 7          | 4                | Prince Darius         |
| 5 octobre        | Randwick         | Australie        | AJC Derby                       | 2 400 m          | G. Moore         | 1er / 5          | 6                | Prince Darius         |
| 12 octobre       | Caulfield        | Australie        | VATC Caulfield Guineas          | 1 600 m          | G. Moore         | 1er / 14         | 8                | Gay Saba              |
| 19 octobre       | Caulfield        | Australie        | VATC Caulfield Cup              | 2 400 m          | N. Sellwood      | 1er / 17         | 2                | Mac's Amber           |
| 2 novembre       | Flemington       | Australie        | VRC Derby                       | 2 400 m          | G. Moore         | 1er / 8          | 8                | Prince Darius         |
| 9 novembre       | Flemington       | Australie        | VRC C B Fisher Plate            | 2 400 m          | N. Sellwood      | 1er / 3          | 5                | Sailor's Guide        |
| 16 novembre      | Eagle Farm       | Australie        | QTC Derby Stakes                | 2 400 m          | G. Moore         | 1er / 4          | 7                | Mon Frere             |
| 15 février       | Caulfield        | Australie        | VATC St George Stakes           | 1 800 m          | G. Moore         | 2e / 5           | 1 ¼              | Prince Darius         |
| 1er mars         | Flemington       | Australie        | VRC Queen Elizabeth Stakes      | 2 600 m          | G. Moore         | 3e / 10          | tête             | Sailor's Guide        |
| 8 mars           | Flemington       | Australie        | VRC St Leger Stakes             | 2 800 m          | G. Moore         | 1er / 3          | 12               | Tuki                  |
| 22 mars          | Rosehill         | Australie        | STC Rawson Stakes               | 1 800 m          | G. Moore         | 1er / 4          | 3                | Caranna               |
| 29 mars          | Warwick Farm     | Australie        | AJC Chipping Norton Stakes      | 2 000 m          | G. Moore         | 1er / 4          | 5                | Baron Boissier        |
| 5 avril          | Randwick         | Australie        | AJC St Leger                    | 2 800 m          | G. Moore         | 1er / 4          | 20               | Prince Darius         |
| 9 avril          | Randwick         | Australie        | AJC All Aged Stakes             | 1 600 m          | G. Moore         | 1er / 4          | 3/4              | Grenoble              |
| 12 avril         | Randwick         | Australie        | AJC Queen Elizabeth Stakes      | 2 800 m          | G. Moore         | 1er / 4          | 1 ½              | Baron Boissier        |
| 1960-1961, 6 ans |                  |                  |                                 |                  |                  |                  |                  |                       |
| 12 mars          | Flemington       | Australie        | VRC Queen's Plate               | 2 000 m          | N. Sellwood      | 1er / 5          | cte tête         | Lord                  |
| 2 avril          | Warwick Farm     | Australie        | AJC Chipping Norton Stakes      | 2 000 m          | N. Sellwood      | 1er / 6          | 3                | Trellios              |
| 13 avril         | Randwick         | Australie        | AJC Queen Elizabeth Stakes      | 2 800 m          | N. Sellwood      | 1er / 4          | 1 ¼              | Sir Blink             |
| 16 avril         | Randwick         | Australie        | AJC Autumn Stakes               | 2 400 m          | N. Sellwood      | 1er / 3          | 6                | Prince Darius         |
| 11 juin          | Eagle Farm       | Australie        | QTC P.J. O'Shea Stakes          | 2 100 m          | N. Sellwood      | 1er / 3          | 1 ½              | Macdougal             |
| 1961-1962, 7 ans |                  |                  |                                 |                  |                  |                  |                  |                       |
| 10 septembre     | Randwick         | Australie        | Chelmsford Stakes               | 1 800 m          | N. Selwood       | 1er / 7          | cte tête         | Second Earl           |
| 1er octobre      | Randwick         | Australie        | AJC Colin Stephen Stakes        | 2 400 m          | N. Sellwood      | 2e / 4           | 1                | Valerius              |
| 5 octobre        | Randwick         | Australie        | AJC George Main Stakes          | 1 600 m          | N. Sellwood      | 2e / 5           | 1/2              | Second Earl           |
| 8 octobre        | Randwick         | Australie        | AJC Craven Plate                | 2 000 m          | N. Sellwood      | 1er / 5          | 6                | Persian Lyric         |
| 22 octobre       | Moonee Valley    | Australie        | Cox Plate                       | 2 000 m          | N. Sellwood      | 1er / 15         | 1/2              | Dhaulagiri            |
| 29 octobre       | Flemington       | Australie        | VRC LKS MacKinnon Stakes        | 2 000 m          | N. Sellwood      | 1er / 8          | 1/2              | Lord                  |
| 1er novembre     | Flemington       | Australie        | Melbourne Cup                   | 3 200 m          | N. Sellwood      | 7e / 32          | ―                | Hi Jinx               |
| 5 novembre       | Flemington       | Australie        | VRC C B Fisher Plate            | 2 400 m          | N. Sellwood      | 1er / 6          | 5                | Dhaulagiri            |
| 25 février       | Caulfield        | Australie        | VATC St George Stakes           | 1 800 m          | G. Moore         | 3e / 4           | 1                | Dhaulagiri            |
| 11 mars          | Flemington       | Australie        | VRC Queen's Plate               | 2 000 m          | G. Moore         | 3e / 6           | 1                | Lord                  |
| 18 mars          | Flemington       | Australie        | VRC Queen Elizabeth Stakes      | 2 400 m          | G. Moore         | 3e / 5           | 3/4              | Dhaulagiri            |
| 25 mars          | Randwick         | Australie        | AJC Telegraph Invitation Stakes | 2 400 m          | G. Moore         | 2e / 12          | cte tête         | Persian Lyric         |
| 29 mars          | Randwick         | Australie        | AJC Queen Elizabeth Stakes      | 2 800 m          | G. Moore         | 1er / 6          | 4                | Nilarco               |
| 1er avril        | Randwick         | Australie        | AJC Autumn Stakes               | 2 400 m          | G. Moore         | 1er / 6          | 6                | Nilarco               |
| 3 avril          | Randwick         | Australie        | AJC Sydney Cup                  | 3 200 m          | G. Moore         | 2e / 14          | 3/4              | Sharply               |
| 15 avril         | Rosehill         | Australie        | STC Caltex Quality Hcp          | 2 400 m          | G. Moore         | 2e / 8           | cte tête         | Savage                |
| 29 avril         | Cheltenham       | Australie        | PARC SJ Pullman Select Stakes   | 2 400 m          | B. Pyers         | 1er / 8          | 4                | Vice Master           |
| 10 juin          | Eagle Farm       | Australie        | QTC PJ O'Shea Stakes            | 2 100 m          | G. Moore         | 1er / 4          | 6                | Aladdin's Lamp        |
| 12 juin          | Eagle Farm       | Australie        | QTC Brisbane Cup                | 3 200 m          | G. Moore         | 1er / 11         | 1 ¾              | Sharply               |

## Au haras
Tulloch fut assurément l'un des meilleurs coursiers jamais vu en terre australe, mais il s'avéra piètre étalon. Retiré à Haley's Te Koona Stud, il n'eut que peu de produits, la plupart atteints de lenteur. On l'envoya à la retraite dans un autre haras, Old Gowang Stud, où il mourut assez jeune, en 1969.

## Origines
Tulloch est un fils du Britannique Khorassan (1947-1965) issu, comme son nom le laisse entendre, de l'élevage Aga Khan. Cet espoir classique, vainqueur des Dee Stakes et du Classic Trial, ne put confirmer et fut envoyé en Nouvelle-Zélande, où il a bien réussi avant d'être exporté aux États-Unis en 1961. Florida, la mère, acheva elle aussi sa carrière et sa vie aux États-Unis. Elle avait montré de la qualité en Nouvelle-Zélande, mais ne donna pas d'autres chevaux notables que l'un des plus notables d'entre tous. 

### Pedigree
| Origines de Tulloch (NZ), mâle bai brun né en 1954 | Origines de Tulloch (NZ), mâle bai brun né en 1954 | Origines de Tulloch (NZ), mâle bai brun né en 1954 | Origines de Tulloch (NZ), mâle bai brun né en 1954 |
| -------------------------------------------------- | -------------------------------------------------- | -------------------------------------------------- | -------------------------------------------------- |
| Père Khorassan 1947                                | Big Game 1939                                      | Bahram 1932                                        | Blandford                                          |
| Père Khorassan 1947                                | Big Game 1939                                      | Bahram 1932                                        | Friars Daughter                                    |
| Père Khorassan 1947                                | Big Game 1939                                      | Myrobella 1932                                     | Tetratema                                          |
| Père Khorassan 1947                                | Big Game 1939                                      | Myrobella 1932                                     | Dollabella                                         |
| Père Khorassan 1947                                | Naishapur 1942                                     | Nearco 1935                                        | Pharos                                             |
| Père Khorassan 1947                                | Naishapur 1942                                     | Nearco 1935                                        | Nogara                                             |
| Père Khorassan 1947                                | Naishapur 1942                                     | Udaipur 1929                                       | Blandford                                          |
| Père Khorassan 1947                                | Naishapur 1942                                     | Udaipur 1929                                       | Uganda                                             |
| Mère Florida 1945                                  | Salmagundi 1924                                    | Phalaris 1913                                      | Polymelus                                          |
| Mère Florida 1945                                  | Salmagundi 1924                                    | Phalaris 1913                                      | Bromus                                             |
| Mère Florida 1945                                  | Salmagundi 1924                                    | Salamandra 1913                                    | St. Frusquin                                       |
| Mère Florida 1945                                  | Salmagundi 1924                                    | Salamandra 1913                                    | Electra                                            |
| Mère Florida 1945                                  | Island Linnet 1929                                 | Songbird 1918                                      | Kilbroney                                          |
| Mère Florida 1945                                  | Island Linnet 1929                                 | Songbird 1918                                      | Grey Linnet                                        |
| Mère Florida 1945                                  | Island Linnet 1929                                 | Unawed 1918                                        | Markhope                                           |
| Mère Florida 1945                                  | Island Linnet 1929                                 | Unawed 1918                                        | Unawares                                           |